# Angerlinden in Frankershausen
Die älteste der drei Angerlinden in Frankershausen im nordhessischen Werra-Meißner-Kreis gehört zu den 101 Bäumen und Baumgruppen im ehemaligen Kreis Eschwege, die durch die gesetzlichen Neuregelungen im Bereich des Natur- und Umweltschutzes im Jahr 1936 als Naturdenkmal den Schutz des Reichsnaturschutzgesetzes erhalten haben.

## Standort
Die Bäume stehen auf dem Anger von Frankershausen, das zum ersten Mal im Jahr 876 urkundlich erwähnt wurde und eine der ältesten nachgewiesenen Siedlungen im Gebiet des Meißnervorlandes ist. Der Anger befindet sich in der Mitte des Ortes und nicht, wie bei den meisten Dörfern in der Region üblich, bei der Kirche. Der Platz, der im Laufe der Zeit als Gerichtsstätte, Versammlungsort und Festplatz genutzt wurde, ist nahe der Dörnbergschen Burg angelegt worden, die in späteren Jahrhunderten verfallen ist. Die von Dörnberg hatten im Jahr 1425 das Dorf erworben und galten bis in das 19. Jahrhundert als das bedeutendste Adelsgeschlecht des Ortes. Zuvor gehörte Frankershausen dem Herrschaftsbereich der Grafen von Bilstein an, die das Dorf im Jahr 1301 an die Landgrafen von Hessen verkauften, und letztere belehnten im weiteren Verlauf der Ortsgeschichte verschiedene Adelsfamilien mit den Rechten in Frankershausen. Im Rahmen der hessischen Gebietsreform wurde Frankershausen am 31. Dezember 1971 mit Frankenhain und Hitzerode zu einem Ortsteil und dem Verwaltungssitz der neu gebildeten Gemeinde Berkatal.

## Schutz

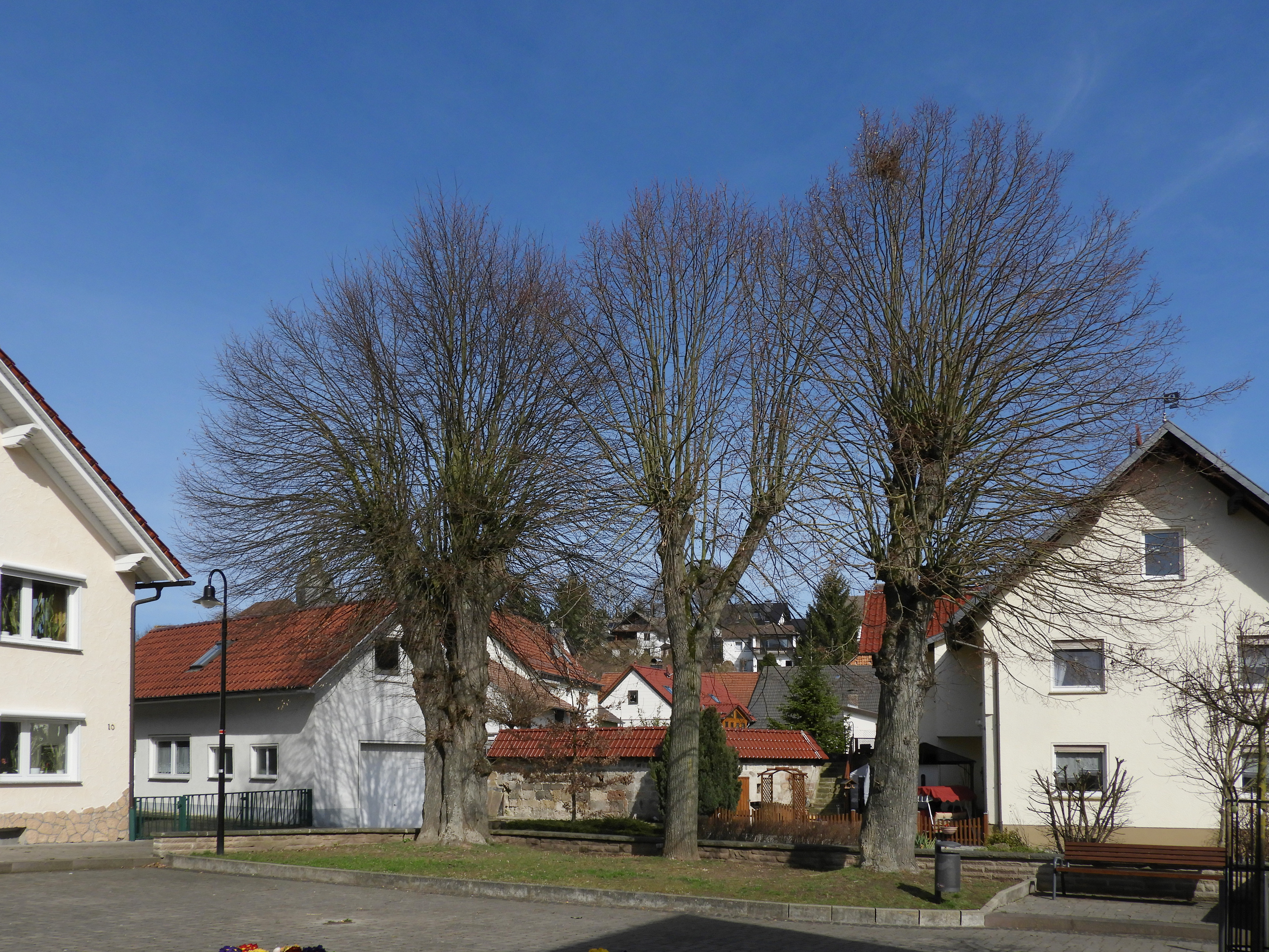
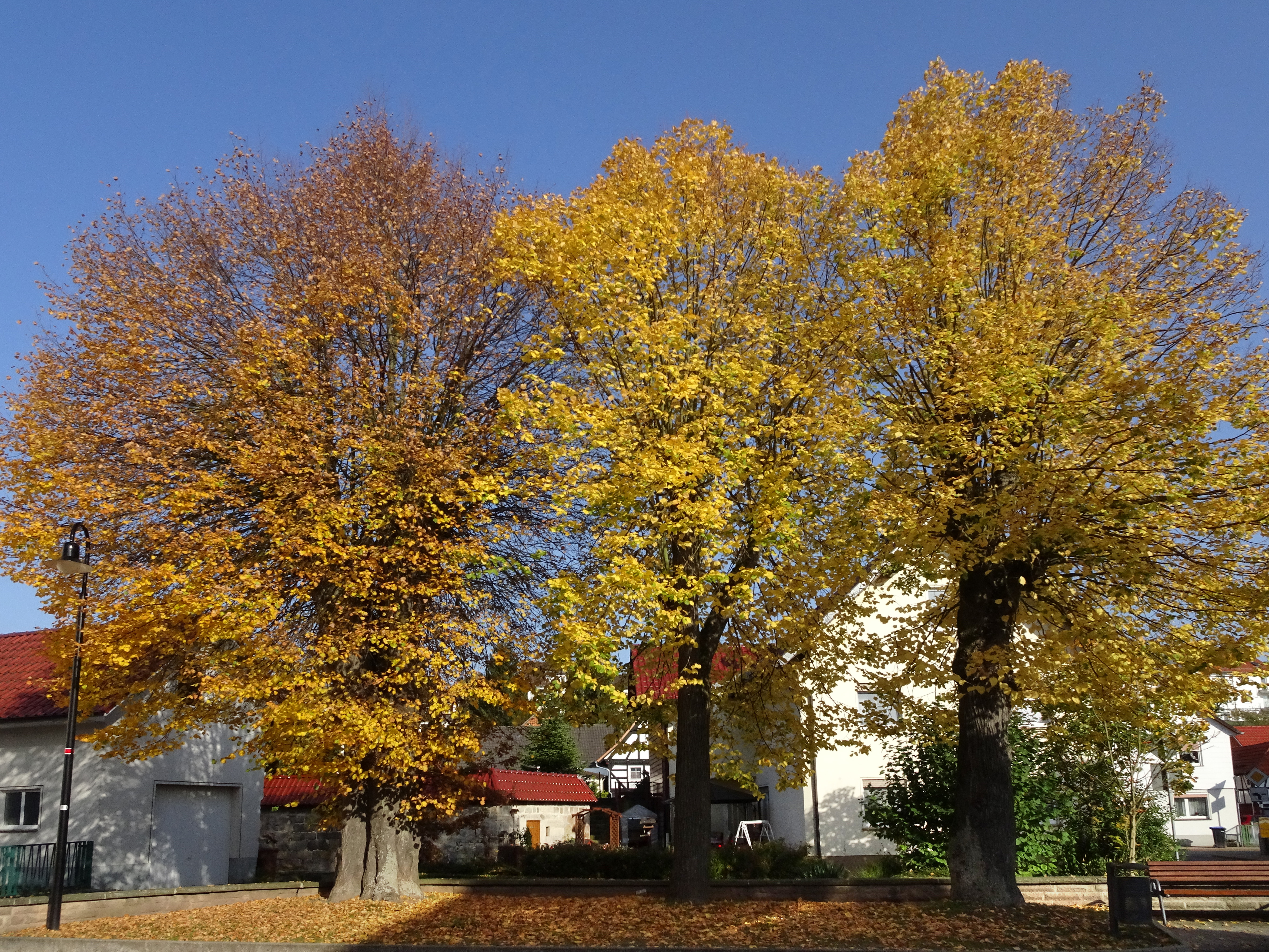

Anlässlich der Neuregelung des Naturschutzes durch das Reichsnaturschutzgesetz vom 26. Juni 1935 wurde, mit Zustimmung der höheren Naturschutzbehörde, eine Linde auf dem Dorfanger unter der laufenden Nummer 36 in das Naturdenkmalbuch des Landkreises Eschwege eingetragen und erhielt mit der Verordnung zur Sicherung von Naturdenkmalen in den Stadt- und Landkreisen des Regierungsbezirks Kassel am 1. November 1936 den Schutz des Reichsnaturschutzgesetzes. Mit dem Inkrafttreten des Bundesnaturschutzgesetzes im Dezember 1976, das das bis dahin geltende Reichsnaturschutzgesetz ablöste, wird der Baum als „rechtsverbindlich festgesetzte Einzelschöpfung der Natur“ durch das Bundesnaturschutzgesetz geschützt. In der Liste der Naturdenkmale des Werra-Meißner-Kreises hat der Baum die Nummer ND 636.536.